# Franz Christian Gau

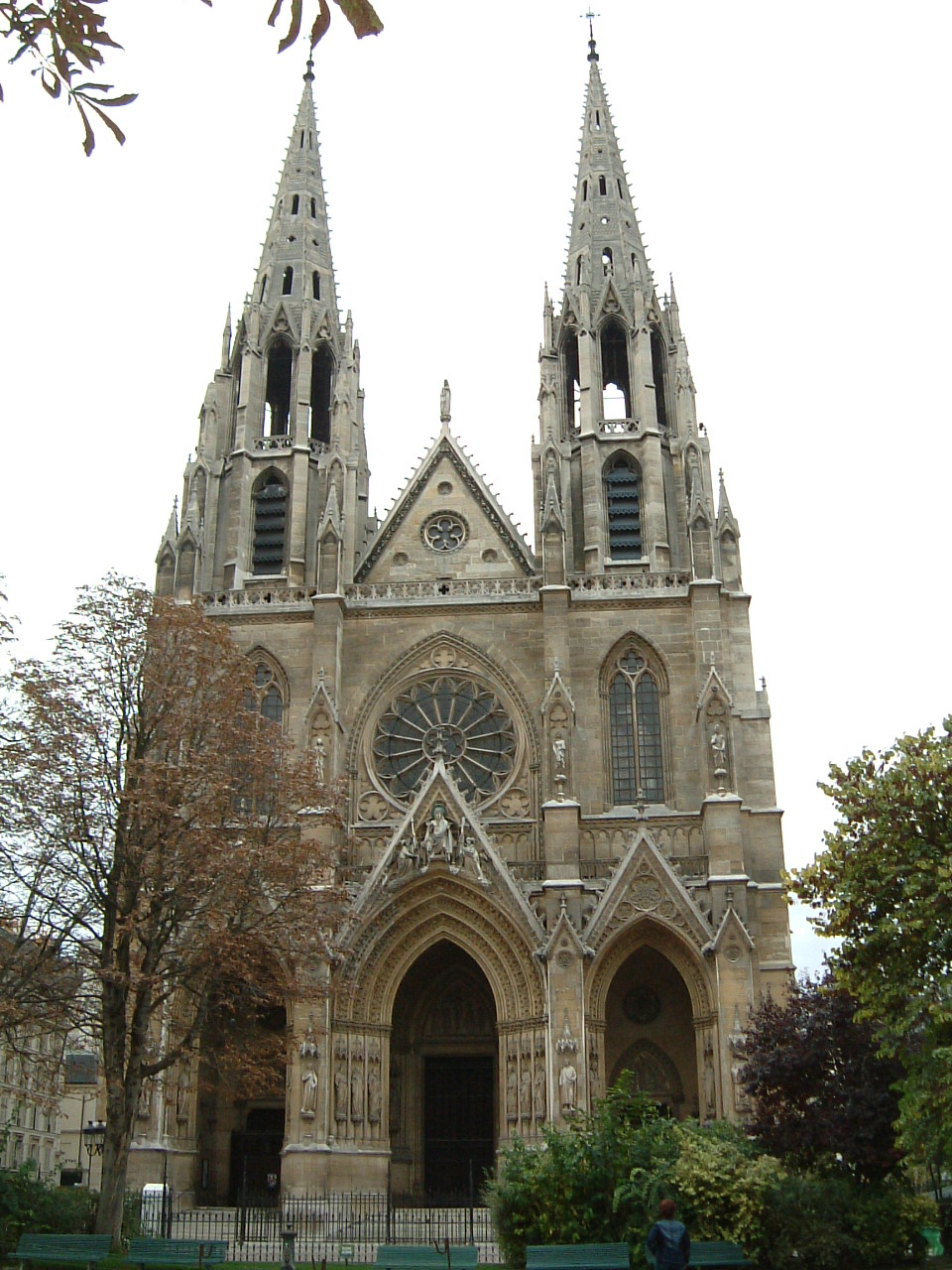
Basílica Ste-Clotilde, Paris

Franz Christian Gau (Colônia, 15 de junho de 1790 – Paris, janeiro de 1854) foi um arquiteto e arqueólogo francês de ascendência alemã.
Em 1809, ingressou na Académie des Beaux-Arts, Paris, e em 1815 visitou a Itália e a Sicília. Em 1817, ele foi para Núbia e, enquanto lá fazia desenhos e medições de todos os monumentos mais importantes daquele país, sua ambição era produzir uma obra que complementasse o grande trabalho da expedição francesa no Egito. O resultado de seus trabalhos apareceu em um volume de fólio (Stuttgart e Paris, 1822), intitulado Antiquitiés de la Nubie ou monuments inédits des bords du Nil, situés entre la premiére et la seconde cataracte, dessinés et mesurés in 1819. Consiste em sessenta e oito placas, de planos, seções e vistas, e foi recebido como uma autoridade. Sua publicação seguinte foi a conclusão do trabalho de François Mazois sobre as ruínas de Pompéia.
Em 1825, Gau foi naturalizado como cidadão francês, e mais tarde se tornou arquiteto da cidade de Paris. Dirigiu a restauração das igrejas de Saint-Julien-le-Pauvre e Saint-Séverin, e construiu a grande prisão de La Roquette, etc. Com o seu nome também está associado o renascimento da arquitetura gótica em Paris - ele projetou e iniciou, em 1846, a construção da Igreja de Sainte-Clotilde, a primeira igreja moderna erguida na capital nesse estilo. A doença o obrigou a abandonar o cuidado de supervisionar o trabalho, e ele morreu antes de sua conclusão.
Gau foi mentor de Gottfried Semper.